# Kabayan
Kabayan è una municipalità di quarta classe delle Filippine, situata nella Provincia di Benguet, nella Regione Amministrativa Cordillera.
Kabayan è formata da 13 baranggay:
- Adaoay
- Anchukey
- Ballay
- Bashoy
- Batan
- Duacan
- Eddet
- Gusaran
- Kabayan Barrio
- Lusod
- Pacso
- Poblacion (Central)
- Tawangan